# Ceromya languidula
Ceromya languidula là một loài ruồi trong họ Tachinidae.